# Acte de gouvernement en droit français
L'acte de gouvernement en droit français est un acte juridique qui n'est pas susceptible de recours devant une juridiction française. Ce concept juridique provient de la jurisprudence du Conseil d’État qui, dans l'arrêt Laffitte (1822), a refusé de contrôler les actes qu'il considérait comme relevant du politique. La définition de l'acte de gouvernement a été restreinte par cette même juridiction aux actes se rapprochant de la fonction gouvernementale (arrêt Prince Napoléon, 1875). L'acte de gouvernement a fait l'objet d'études uniquement par la doctrine de droit administratif, celle de droit constitutionnel ne s'en est pas saisi, bien qu'il la concerne.
Pour Louis Favoreu, « l'immunité juridictionnelle des actes de l'exécutif regroupés sous le vocable actes de gouvernement est due à l'absence de juge compétent, et que ce juge, dont la compétence fait défaut, est le juge constitutionnel ».

## Histoire

### Émergence du concept et définition par le mobile politique
Le consensus des historiens du droit est que l'acte de gouvernement apparaît au début de la Restauration. Il est utilisé dans l'arrêt Allut (1816) pour la première fois. On le retrouve quelques années plus tard dans l'arrêt qui le popularise, l'arrêt Laffitte (1822),.
Le Conseil d'État définit l'acte de gouvernement comme étant défini par leur mobile politique, c'est-à-dire par le simple fait que l'acte est issu de la volonté politique, et non de l'administration. Ainsi, la juridiction suprême a refusé le recours du banquier Jacques Laffitte, qui réclamait le paiement des arrérages d'une rente qu'il avait acquise de la princesse Borghèse, sœur de Napoléon Ier. Le motif invoqué par le Conseil fut que « la réclamation du sieur Laffitte tient à une question politique dont la décision appartient exclusivement au Gouvernement ».
Cette jurisprudence a été perpétuée sous le Second Empire. Ainsi, la saisie d'un ouvrage du duc d'Aumale, fils de Louis-Philippe, et le refus d'en restituer les exemplaires, étaient de même regardés comme « des actes politiques qui ne sont pas de nature à nous être déférés pour excès de pouvoir en notre Conseil d'État par la voie contentieuse » (CE, 9 mai 1867, Duc d'Aumale et Michel Lévy).

### Transformation du concept et définition restrictive
La définition de l'acte de gouvernement par le mobile politique a toutefois fait l'objet d'un revirement de jurisprudence de la part du juge suprême. Ce revirement a eu lieu sous la IIIe République, lors de la montée en puissance, en autonomie et en indépendance du Conseil d’État vis-à-vis du pouvoir politique. Ainsi, dans l'arrêt fondamental du 19 février 1875 Prince Napoléon, le Conseil d’État a considérablement restreint la définition de l'acte de gouvernement.
Le prince Napoléon-Joseph Bonaparte, nommé général de division en 1853 par son cousin Napoléon III, s'est plaint au ministre des Armées que l'annuaire militaire de 1873, après la chute du Second Empire, ne mentionnait pas son nom sur la liste des généraux. Le ministre de la Guerre lui répondit que sa nomination « se rattache aux conditions particulières d'un régime politique aujourd'hui disparu et dont elle subit nécessairement la caducité ». Cette décision fut déférée au Conseil d'État. L'administration opposa le caractère politique de la mesure attaquée. Mais le Conseil d'État se reconnut compétent et rejeta le recours au fond, suivant en cela les conclusions du commissaire du gouvernement David, qui fit valoir que « pour présenter le caractère exceptionnel qui le mette en dehors et au-dessus de tout contrôle juridictionnel, il ne suffit pas qu'un acte, émané du Gouvernement ou de l'un de ses représentants, ait été délibéré en conseil des ministres ou qu'il ait été dicté par un intérêt politique ».
Le moyen tend à disparaître, la juridiction administrative cherchant à restreindre les pouvoirs de l’État dans les bornes du droit.

## Typologie
Les actes de gouvernement sont ceux que le juge administratif reconnaît comme tels, en refusant qu'ils puissent être discutés par la voie contentieuse, tant par voie d'action (dans le cadre d'un recours direct pour excès de pouvoir) que par voie d'exception (dans le cadre d'une exception d'illégalité ou d'un recours en responsabilité).
Cette catégorie n'a cessé de se réduire, au fur et à mesure que se sont étendus et affermis l'état de droit et l'autorité de la juridiction administrative.
S'il n'existe pas de théorie générale de l'acte de gouvernement, il est possible d'établir une typologie : les actes de gouvernement tombent dans deux catégories :
- les actes qui touchent aux rapports entre les pouvoirs publics constitutionnels.
- les actes liés à la conduite des relations extérieures de la France, y compris ceux liés à la conduite des relations entre la France et l'Algérie sur le territoire algérien dans la période située entre les accords d'Evian et la déclaration d'indépendance de l'Algérie

### Actes touchant aux rapports entre les pouvoirs publics constitutionnels
Décisions prises par le pouvoir exécutif dans le cadre de sa participation à la fonction législative
- Refus de déposer un projet de loi au Parlement[12],[CE 1],[CE 2],[CE 3],[CE 4],[CE 5],[CE 6],[CE 7], même lorsque ce dépôt a été antérieurement prévu[12],[CE 8] ;
- Refus d'insérer des dispositions dans un projet de loi, tel le refus de proposer la création d'emplois dans un projet de loi de finances[12],[CE 9],[CE 10] ;
- Décision du président de la République de s'abstenir d'user de la faculté de déférer une loi au Conseil constitutionnel avant sa promulgation[CE 11] ;
- Décret du président de la République portant promulgation d'une loi[15],[CE 12],[CE 13] ;
- Retrait d'un projet de loi déposé sur le bureau d'une Assemblée parlementaire[12],[CE 14] ;
- Refus de faire les diligences nécessaires à l'adoption rapide d'un projet de loi[CE 15] ;
- Refus de prendre l'initiative d'une révision constitutionnelle[CE 16] ;
- Sur la pension de retraite des Parlementaires : CE, 2003, Papon.

Décisions prises par le Président de la République dans le cadre de ses pouvoirs constitutionnels
- Décret du président de la République portant nomination du Premier ministre[20],[CE 17] ;
- Décret du président de la République modifiant la composition du Gouvernement[20],[CE 18] ;
- Décision de soumettre un projet de loi au référendum[CE 19] ;
- Décision du président de la République de mettre en œuvre les pouvoirs de crise de l'article 16 de la Constitution[12],[20],[CE 20] ;
- Décret du président de la République convoquant le Parlement en session extraordinaire[23],[CE 21] ;
- Décret par lequel le président de la République prononce la dissolution de l'Assemblée nationale[15],[CE 22] ;
- Décision par laquelle le président de la République nomme un membre du Conseil constitutionnel en application de l'article 56 de la Constitution[12],[25],[CE 23] ;
- Sur l'empêchement du Président de la République[27].

#### Autres
- Décision par laquelle le président de l'Assemblée nationale nomme un membre du Conseil constitutionnel en application de l'article 56 de la Constitution[28].

### Actes liés à la conduite des relations extérieures de la France
- Protection des personnes et des biens français à l'étranger[CE 24] ;
- Refus de soumettre un litige à la Cour internationale de justice[CE 25],[CE 26] ;
- Ordre de brouiller les émissions d'une radio étrangère[TC 1] ;
- Création d'une zone de sécurité dans les eaux internationales pendant des essais nucléaires[CE 27] ;
- Décision de reprise des essais nucléaires avant la conclusion d'un accord international devant interdire de tels essais[CE 28] ;
- Décision d'engager des forces militaires en Yougoslavie en liaison avec les événements du Kosovo[CE 29] ;
- Actes relatifs à la négociation d'un traité ou d'un accord international[20],[CE 30] ;
- Conditions de signature d'un accord international[CE 31] ;
- Décision de ne pas publier un traité[CE 32] ;
- Vote du ministre français au Conseil des communautés européennes[CE 33] ;
- Décision de suspendre l'exécution d'un traité ou d'un accord international[CE 34] ;
- Décision de suspendre la coopération scientifique et technique avec l'Irak pendant la Guerre du Golfe[CE 35] ;
- Décision du Président de la République d'autoriser les avions anglais et américains à survoler le territoire français pour attaquer l'Irak[CE 36] ;
- Proposition de candidature au poste de juge à la Cour pénale internationale[CE 37].

## Justification des actes de gouvernement

### Raison d’État
La raison d'État est une première justification des actes de gouvernement. L'intérêt national est parfois utilisé pour justifier des atteintes au droit et à la légalité. Les actes de gouvernement concernant les relations extérieures peuvent être ainsi justifiés par cette raison d'État, ce qui a permis pendant longtemps l'hégémonie de l'interprétation des traités par le ministère des Affaires étrangères. Cela justifiait aussi la saisine du ministre des Affaires étrangères afin qu'il constate si le traité est appliqué de manière réciproque en vertu l'article 55 de la Constitution.

### Séparation des pouvoirs
La séparation des pouvoirs est une deuxième raison de l'application de la théorie de l'acte de gouvernement. Le problème des rapports de force entre les différents pouvoirs (exécutif, législatif et judiciaire) pousse le juge à limiter son pouvoir afin de ne pas avoir un rôle prépondérant et limite le déséquilibre des pouvoirs par le biais des actes de gouvernement (le juge administratif affirme ne pas pouvoir contrôler la qualité des personnes nommées comme membre au Conseil constitutionnel.

### Mobile politique
Le mobile politique est la troisième raison. En effet de nombreux actes de gouvernement sont en réalité des actes ayant un très grand caractère politique. La limite entre la légalité et la politique devient ainsi très ténue : par exemple le président détient un pouvoir de nomination, mais si le juge contrôle ou censure cette nomination, cette censure semblera plus ressembler à une action politique du juge qu'une véritable décision de justice. Dans ce cas justice et politique se confondent, le juge préfère alors ne pas contrôler au nom des actes de gouvernement.

## Limites
La pleine intégration de la Convention européenne des droits de l'homme dans l’ordre juridique français interroge sur la théorie des actes de gouvernement, qui se concilie malaisément avec le droit à un recours effectif reconnu par la convention.
Considérés par beaucoup de juristes comme une exception du système juridique français, puisqu'ils apparaissent comme une faille dans le principe de légalité, les actes de gouvernement ont toutefois eu tendance à céder du terrain.
Dans le domaine de la conduite des relations internationales, plus particulièrement, le champ des actes de gouvernement s'est réduit en raison de l'accroissement du contrôle du juge administratif sur les conventions internationales et du recours de plus en plus large à la théorie dite « des actes détachables ». Enfin, la théorie de l'égalité devant les charges publiques permet d'ouvrir la perspective d'un début de responsabilité du fait des actes de gouvernement.

### L'accroissement du contrôle sur les conventions internationales
Pendant longtemps, le Conseil d'État se bornait à vérifier l'existence d'un acte de ratification ou d'approbation propre à introduire une convention internationale dans l'ordre juridique interne (CE, Ass., 16 novembre 1956, Villa).
Depuis 1998, le Conseil d'État contrôle également le respect des dispositions constitutionnelles qui régissent l'introduction des traités dans l'ordre interne, et vérifie si le traité était au nombre de ceux qui ne peuvent être ratifiés qu'en vertu d'une loi (CE, Ass., 18 décembre 1998, SARL du parc d'activités de Blotzheim).
Le Conseil d'État s'est reconnu compétence pour interpréter les stipulations obscures d'un accord international (CE, Ass., 29 juin 1990, GISTI,), renonçant ainsi à sa pratique antérieure du renvoi préjudiciel au ministre des Affaires étrangères.

### Juridiction internationale
Cependant la Constitution de 1958 rend possible des recours en justice internationale (notamment devant les cours européennes) contre les actes de gouvernement dans tous les domaines concernés par l'application des dispositions non régulièrement dénoncées d'un traité international ratifié par la France (et notamment concernant les actes liés à la conduite des relations extérieures) ou même devant le Conseil d’État en cas d'abus par le gouvernement d'un droit protégé par la Constitution.

### Contrôlea posteriori
De plus, depuis la révision constitutionnelle du 23 juillet 2008, l'application de certains actes de gouvernement peut également être suspendue à la saisine du Conseil constitutionnel, à qui peut être posée une question prioritaire de constitutionnalité : les décisions rendues alors par le Conseil constitutionnel sont elles-mêmes insusceptibles de recours et s’imposent erga omnes (contrairement aux décisions de justice internationale que la France peut refuser d'appliquer sur son sol même si cela lui en coûte à l'extérieur), tant au gouvernement, qu’au Conseil d’État et à l’ensemble des institutions judiciaires, législatives, exécutives et administratives françaises.

### La théorie des actes détachables
Le Conseil d'État accepte de connaître des mesures qu'il considère comme détachables de la conduite des relations diplomatiques, dont la légalité peut dès lors être appréciée sans que le juge soit amené à s'immiscer dans la politique extérieure de la France.
Il en va ainsi des décrets d'extradition, qui sont susceptibles de faire l'objet d'un recours pour excès de pouvoir (CE, Ass., 28 mai 1937, Decerf ; Ass., 30 mai 1952, Dame Kirkwood). Le contrôle du Conseil d'État sur ce type d'actes n'a cessé de s'accroître. Il a considéré que ne sont pas des actes de gouvernement :
- la décision du gouvernement français d'adresser une demande d'extradition à un État étranger : CE, Sect., 21 juillet 1972, Legros[46] ;
- le rejet d'une demande d'extradition présentée par un État étranger : CE, Ass., 15 octobre 1993, Royaume-Uni de Grande-Bretagne et d'Irlande du Nord et Gouverneur de la colonie royale de Hong Kong[47].

De même ont été considérés comme détachables de la conduite des relations internationales les décisions et actes suivants :
- destruction par la marine nationale d'un navire abandonné en haute mer : CE, Sect., 23 octobre 1987, Société Nachfolger Navigation[48],
- décision d'implantation du laboratoire européen de rayonnement synchrotron : CE, Ass., 8 janvier 1988, Ministre chargé du plan et de l'aménagement du territoire c. Communauté urbaine de Strasbourg[49].

### Les actes de gouvernement et l'égalité devant les charges publiques
Les actes de gouvernement ne peuvent donner lieu à une action en responsabilité pour faute. En revanche, un arrêt célèbre, mais isolé, a admis la possibilité d'une action en responsabilité sans faute, pour rupture d'égalité devant les charges publiques, à raison d'un traité international : CE, Ass., 30 mars 1966, Compagnie générale d'énergie radioélectrique. Il s'agit d'une variante de la théorie de la responsabilité du fait des lois et des décisions légales inaugurée par le fameux arrêt d'Assemblée du 14 janvier 1938 Société anonyme des produits laitiers « La Fleurette ».

## Droit comparé

### Espagne
En Espagne, l'article 2.a) de la loi du 13 juillet 1998, sur la juridiction administrative, a mis fin à l'immunité juridictionnelle des actos politicos.

### États-Unis
Aux États-Unis, la Cour suprême a élaboré la doctrine de la question politique (en anglais : Political question).
Les principaux arrêts de la Cour suprême traitant de la question politique sont :
- Luther v. Borden

- Coleman v. Miller : le mode d'amendement de la constitution est une question politique ;
- Colegrove v. Green
- Baker v. Carr (en)
- Powell v. McCormack
- Goldwater v. Carter : la compétence du président pour suspendre un traité est une question politique ;
- INS v. Chadha
- Nixon v. United States : l'impeachment est une question politique.

### Luxembourg
L'acte de gouvernement est introduit en droit luxembourgeois par un arrêt du Conseil d'État du 20 janvier 1876. En 1933, par un arrêt du 26 avril, le Conseil d'État en restreint le champ d'application aux rapports entre le grand-duc et les États étrangers.